# Campionati europei giovanili di nuoto 2024
La 50a edizione dei Campionati europei giovanili di nuoto si è svolta dal 2 al 7 luglio 2024 a Vilnius, in Lituania.

## Medagliere
| Posizione | Paese         | Oro | Argento | Bronzo | Totale |
| --------- | ------------- | --- | ------- | ------ | ------ |
| 1         | Italia        | 13  | 9       | 3      | 25     |
| 2         | Ungheria      | 4   | 3       | 4      | 11     |
| 3         | Turchia       | 4   | 3       | 3      | 10     |
| 4         | Romania       | 4   | 2       | 1      | 7      |
| 5         | Lituania      | 4   | 1       | 2      | 7      |
| 6         | Spagna        | 3   | 5       | 3      | 11     |
| 7         | Gran Bretagna | 3   | 4       | 6      | 13     |
| 8         | Danimarca     | 2   | 1       | 2      | 5      |
| 9         | Germania      | 1   | 4       | 8      | 13     |
| 10        | Croazia       | 1   | 3       | 0      | 0      |
| 11        | Belgio        | 1   | 1       | 1      | 3      |
| 11        | Irlanda       | 1   | 1       | 1      | 3      |
| 13        | Estonia       | 1   | 0       | 0      | 1      |
| 13        | Grecia        | 1   | 0       | 0      | 1      |
| 15        | Francia       | 0   | 3       | 2      | 5      |
| 16        | Bulgaria      | 0   | 1       | 2      | 3      |
| 17        | Slovacchia    | 0   | 1       | 0      | 1      |
| 18        | Rep. Ceca     | 0   | 0       | 2      | 2      |
| 19        | Austria       | 0   | 0       | 1      | 1      |
| Totale    | Totale        | 43  | 42      | 41     | 126    |

## Podi

### Uomini
| Evento               | Oro | Tempo    | Argento | Tempo    | Bronzo | Tempo         |
| -------------------- | --- | -------- | --- | -------- | --- | ------------- |
| Stile libero         | |          | |          | |               |
| 50 m                 | Lorenzo Ballarati | 22"20    | Luca Hoek Le Guenedal | 22"33    | Tajus Juška | 22"34         |
| 100 m                | Tajus Juška | 48"74    | Vlaho Nenadić | 48"80    | Carlos D'Ambrosio | 48"99         |
| 200 m                | Kristupas Trepočka | 1'47"74  | Ahmet Burak Işık | 1'48"04  | Nicholas Castella | 1'48"41       |
| 400 m                | Alessandro Ragaini | 3'47"96  | Ahmet Burak Işık | 3'48"53  | Johannes Liebmann | 3'49"32       |
| 800 m                | Kuzey Tunçelli | 7'48"01  | Muhammed Yusuf Özden | 7'56"18  | Johannes Liebmann | 7'58"39       |
| 1500 m               | Kuzey Tunçelli | 14'41"89 | Johannes Liebmann | 15'04"04 | Muhammed Yusuf Özden | 15'19"56      |
| Dorso                | |          | |          | |               |
| 50 m                 | Mantas Kaušpėdas | 24"68    | Daniele Del Signore | 25"34    | Jakub Jan Krischke | 25"53         |
| 100 m                | Daniele Del Signore | 54"68    | John Shortt | 54"74    | Jakub Jan Krischke | 55"18         |
| 200 m                | John Shortt | 1'57"68  | Daniele Del Signore | 1'58"61  | Alexandru Constantinescu | 1'58"91       |
| Rana                 | |          | |          | |               |
| 50 m                 | Nusrat Allahverdi | 27"60    | Subajr Biltaev | 27"78    | Maksim Manolov | 27"89         |
| 100 m                | Evangelos Efraim Ntoumas | 1'00"80  | Maksim Manolov Nil Cadevall Micolau                                                                                                   | 1'01"10  | Non assegnata | Non assegnata |
| 200 m                | Doruk Yoğurtcuoglu | 2'12"66  | Filip Nowacki | 2'12"74  | Maksim Manolov | 2'12"89       |
| Delfino              | |          | |          | |               |
| 50 m                 | Teo del Riego Torres | 23"44    | Daniele Momoni | 23"54    | Lukas Edl | 23"62         |
| 100 m                | Daniele Momoni | 52"20    | Maro Miknic | 52"49    | Ethan Dumesnil | 52"54         |
| 200 m                | Vlad Stefan Mihalache | 1'57"42  | Samuel Košťál | 1'57"62  | Dávid Antal | 1'57"67       |
| Misti                | |          | |          | |               |
| 200 m                | Robert Andrei Badea | 2'00"05  | Nil Cadevall Micolau | 2'00"34  | Finn Hammer | 2'01"68       |
| 400 m                | Robert Andrei Badea | 4'14"34  | Domenico De Gregorio | 4'21"02  | Onur Ege Öksüz | 4'22"73       |
| Staffette            | |          | |          | |               |
| 4x100 m stile libero | Italia Gabriele Valente (50"28) Carlos D'Ambrosio (48"48) Mirko Chiaversoli (49"07) Lorenzo Ballarati (49"21) Daniele Momoni                                | 3'17"04  | Francia Alexandre Chalendar (50"13) Neo Dutriaux (49"73) Evan Galle-Michon (49"95) Ethan Dumesnil (49"02) Romeo-Cesar Fadda-Sauvageot | 3'18"83  | Gran Bretagna Gabriel Shepherd (50"02) Nicholas Finch (49"83) Stefan Krawiec (50"03) Jacob Mills (49"61)                                      | 3'19"49       |
| 4x200 m stile libero | Italia Alessandro Ragaini (1'47"26) Filippo Bertoni (1'49"36) Gabriele Valente (1'49"05) Carlos D'Ambrosio (1'46"48) Jacopo Barbotti                        | 7'12"15  | Germania Lukas Fritzke (1'49"82) Jonathan Samuel Turck (1'49"55) Daniel Olenberg (1'50"92) Johannes Liebmann (1'49"56) Simon Reinke   | 7'19"85  | Turchia Ahmet Burak Işık (1'49"11) Tolga Temiz (1'49"74) Tuncer Berk Ertürk (1'50"80) Kuzey Tunçelli (1'50"34) Eren Kuru                      | 7'19"99       |
| 4x100 m misti        | Italia Daniele Del Signore (54"56) Lorenzo Fuschini (1'02"55) Daniele Momoni (51"89) Carlos D'Ambrosio (48"13) Davide Lazzari Alan Vergine Davide Passafaro | 3'37"13  | Spagna Teo Del Riego Torres (55"70) Nil Cadevall Micolau (1'00"73) Javier Lopez Guillen (53"17) Luca Hoek Le Guenedal (48"49)         | 3'38"09  | Gran Bretagna Dean Fearn (56"24) Max Morgan (1'01"09) Nicholas Finch (52"58) Gabriel Shepherd (48"46) Filip Nowacki Henry Gray Stefan Krawiec | 3'38"37       |

### Donne
| Evento               | Oro | Tempo    | Argento | Tempo         | Bronzo | Tempo    |
| -------------------- | --- | -------- | --- | ------------- | --- | -------- |
| Stile libero         | |          | |               | |          |
| 50 m                 | Sara Curtis | 24"68    | Jana Pavalić | 24"92         | Skye Carter | 25"24    |
| 100 m                | Sara Curtis | 54"22    | Lilla Minna Ábrahám | 54"28         | Grace Davison | 55"11    |
| 200 m                | Lilla Minna Ábrahám | 1'57"52  | Rebecca Aimee Diaconescu | 1'58"97       | Dóra Molnár | 1'59"45  |
| 400 m                | Lilla Minna Ábrahám | 4'09"85  | Lucrezia Domina | 4'11"01       | Sarah Dumont | 4'11"48  |
| 800 m                | Amelie Blocksidge | 8'30"65  | Vivien Jackl | 8'32"33       | Emma Vittoria Giannelli | 8'33"83  |
| 1500 m               | Amelie Blocksidge | 16'10"23 | Emma Vittoria Giannelli | 16'17"19      | Vivien Jackl | 16'19"22 |
| Dorso                | |          | |               | |          |
| 50 m                 | Sara Curtis | 27"94    | Martine Damborg | 28"27         | Blythe Kinsman | 28"29    |
| 100 m                | Daria Mariuca Silisteanu | 1'00"72  | Lora Fanni Komoróczy | 1'01"39       | Estella Tonrath | 1'01"49  |
| 200 m                | Estella Tonrath | 2'10"78  | Aissia Claudia Prisecariu | 2'11"14       | Dóra Molnár | 2'11"56  |
| Rana                 | |          | |               | |          |
| 50 m                 | Smiltė Plytnykaitė | 31"27    | Jasmine Carter | 31"39         | Nayara Pineda Lopez | 31"46    |
| 100 m                | Eneli Jefimova | 1'06"12  | Smiltė Plytnykaitė | 1'07"91       | Theodora Taylor | 1'08"59  |
| 200 m                | Lena Ludwig | 2'28"70  | Theodora Taylor | 2'28"71       | Hannah Schneider | 2'29"30  |
| Delfino              | |          | |               | |          |
| 50 m                 | Martine Damborg Jana Pavalić | 26"21    | Non assegnata | Non assegnata | Anna Maria Borstler | 26"44    |
| 100 m                | Martine Damborg | 58"75    | Caterina Santambrogio | 59"11         | Hollie Widdows | 59"16    |
| 200 m                | Sarah Dumont | 2'09"64  | Laura Cabanes Garzás | 2'09"96       | Alina Baievych | 2'10"09  |
| Misti                | |          | |               | |          |
| 200 m                | Laura Cabanes Garzás | 2'13"25  | Phoebe Cooper | 2'14"27       | Giulia Pascareanu | 2'14"37  |
| 400 m                | Vivien Jackl | 4'39"28  | Sarah Dumont | 4'42"44       | Laura Cabanes Garzas | 4'42"44  |
| Staffette            | |          | |               | |          |
| 4x100 m stile libero | Italia Chiara Sama (56"27) Sara Curtis (54"74) Cristiana Stevanato (55"12) Caterina Santambrogio (54"99) Alessandra Gusperti Veronica Quaggio            | 3'41"12  | Francia Maeline Bessard (56"13) Giulia Rossi-Bene (54"12) Alix Predine (55"28) Albane Cachot (54"90) Leonia Thibult Anais Montibert Jeanne Lechevalier                            | 3'42"13       | Germania Linda Roth (55"67) Julianna Dora Bocska (55"34) Selina Muller (55"82) Lise Seidel (54"77) Jette Lenz                                        | 3'41"60  |
| 4x200 m stile libero | Ungheria Lilla Szabó (2'02"87) Dóra Molnár (1'59"97) Vivien Jackl (2'01"22) Lilla Minna Ábrahám (1'57"05) Eszter Rékasi Glenda Abonyi-Tóth               | 8'01"11  | Italia Chiara Sama (2'00"62) Bianca Nannucci (2'00"52) Ludovica Terlizzi (2'01"03) Lucrezia Domina (1'59"54) Elisa Pignotti Caterina Santambrogio Giulia Pascareanu               | 8'01"71       | Germania Julianna Dora Bocska (2'02"58) Linda Roth (2'00"62) Jette Lenz (2'01"09) Lise Seidel (2'00"31) Julia Ackermann Zara Selimovic Selina Müller | 8'04"60  |
| 4x100 m misti        | Italia Benedetta Boscaro (1'03"44) Irene Mati (1'08"76) Caterina Santambrogio (58"60) Sara Curtis (53"68) Anna Porcari Cristiana Stevanato Lisa Lucchesi | 4'04"48  | Francia Jeanne Lechevalier (1'01"78) Rosalie Abel-Thiebaut (1'09"00) Alix Predine (1'00"33) Albane Cachot (54"35) Lucine Allart Maeline Bessard Zoe Carlos-Broc Giulia Rossi-Bene | 4'05"46       | Danimarca Ida Skov (1'02"64) Emma Krogh (1'10"05) Martine Damborg (57"68) Anne Thastrup-Hansen (55"48)                                               | 4'05"85  |

### Gare miste
| Evento               | Oro | Tempo   | Argento | Tempo   | Bronzo | Tempo   |
| -------------------- | --- | ------- | --- | ------- | --- | ------- |
| Staffette            | |         | |         | |         |
| 4x100 m stile libero | Italia Carlos D'Ambrosio (49"12) Lorenzo Ballarati (48"96) Cristiana Stevanato (55"52) Sara Curtis (54"74) Mirko Chiaversoli Veronica Quaggio Alessandra Gusperti | 3'28"34 | Germania Michael Raje (49"50) Julian Koch (49"43) Lise Seidel (54"75) Julianna Dora Bocska (55"15) Noah Schötz Jonathan Samuel Turck Selina Müller Jette Lenz      | 3'28"83 | Francia Ethan Dumesnil (49"40) Alexandre Chalendar (49"45) Albane Cachot (55"20) Giulia Rossi-Bene (55"06) Evan Galle-Michon Neo Dutriaux Leonia Thibult | 3'29"11 |
| 4x100 m misti        | Gran Bretagna Blythe Kinsman (1'02"10) Max Morgan (1'00"29) Nicholas Finch (52"78) Hollie Widdows (54"38) Dean Fearn Phoebe Cooper Izabella Okaro                 | 3'49"55 | Italia Daniele Del Signore (54"83) Irene Mati (1'09"08) Daniele Momoni (51"64) Sara Curtis (54"40) Davide Lazzari Andrea Dondoli Caterina Santambrogio Chiara Sama | 3'49"95 | Lituania Mantas Kaušpėdas (54"68) Smiltė Plytnykaitė (1'07"38) Kristupas Trepočka (52"95) Sylvia Statkevičius (55"22) Ieva Jurkūnaitė                    | 3'50"23 |